# Conotrachelus phaseoli
Conotrachelus phaseoli – gatunek chrząszcza z rodziny ryjkowcowatych.

## Zasięg występowania
Ameryka Południowa, występuje w Brazylii.

## Budowa ciała
Przednia krawędź pokryw znacznie szersza od przedplecza, zaokrąglona. Na ich powierzchni rzadkie, podłużne żeberkowanie. Przedplecze nieco wydłużone, z przodu zwężone.
Głowa i przedplecze czarne, na przedpleczu dwie pary podłużnych, żółtych pręg nie dochodzące do głowy. Pokrywy czerwonobrązowe, z przodu jaśniejsze, szarawe; w środkowej części dwie duże, skośne, czarne plamy nie dochodzące do szwu; tylna część pokryta rzadką, długą, żółtą szczecinką.